# Patrick Volkerding

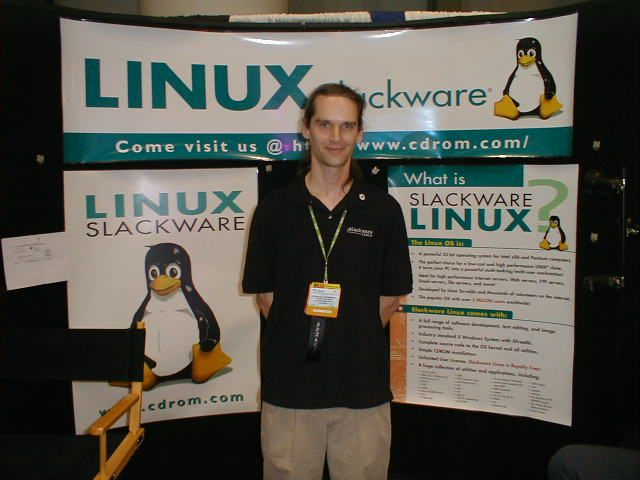
Patrick Volkerding no Linuxworld 2000 em Nova Iorque, Estados Unidos

Patrick J. Volkerding (? - Dakota do Norte, 20 de outubro de 1966) é o criador e mantenedor do Slackware Linux. Usuários de Slackware ("Slackers") referem-se a ele comumente por "O Cara" (The Man), demonstrando respeito por ter criado e manter o que acreditam ser a melhor distribuição Linux existente. Ele é o Ditador Benevolente e Vitalício do Slackware.
Por um curto período, Chris Lumens entre outros colaboraram com o trabalho de manter o Slackware, mas nos últimos anos ele vem trabalhando sozinho. Volkerding continua trabalhando e disponibilizando novas versões.
Volkerding formou-se em Ciência da Computação em 1993 na Universidade Estadual de Minnesota, Estados Unidos.
Durante 2004, Volkerding enfrentou uma infecção bacteriológica crônica possivelmente causada por uma Actinomicose. Em 18 de dezembro ele publicou em seu ChangeLog que estava recuperado e retornando ao seu trabalho após tratamento na Clínica Mayo, Estados Unidos. Em 22 de janeiro ele revelou que ainda não estava totalmente recuperado e que ainda estava tentando procurar um diagnóstico definitivo, assim como um tratamento.